# メッセージ (植村花菜の曲)
「メッセージ」は、植村花菜の12枚目のシングル。2012年1月4日にキングレコードからリリース。

## 解説
前作「My Favorite Songs/世界一ごはん」から4ヶ月ぶりのシングルで、同年1月25日に発売されたアルバム『手と手』の先行シングル。タイトル曲「メッセージ」とそのインストゥルメンタルバージョンのみの収録で、同曲のミュージック・クリップを収録したDVDが付属する。
タイトル曲は2012年1月公開のアニメ映画『マジック・ツリーハウス』主題歌。植村がアニメ映画主題歌を担当するのは初となる。また、植村は同映画に声優としても出演している。
なお、発売日の2012年1月4日は植村の29歳の誕生日にあたる。

## 収録曲
1. メッセージ [4:21]
作詞/作曲：植村花菜 編曲：亀田誠治
ギャガ配給アニメ映画『マジック・ツリーハウス』主題歌。
2011年11月6日にビルボードライブ東京で行われたライブ『植村花菜 Premium Live at Billboard Live TOKYO』で初披露[2]。
2. メッセージ (Instrumental) [4:21]

### DVD
1. メッセージ (MUSIC CLIP) (『マジック・ツリーハウス』 コラボレーションver.)